# Arts and Crafts
Arts and Crafts bio je prvenstveno engleski pokret u umjetnosti i to naročito u primijenjenoj umjetnosti ( današnjem produkt dizajnu). 
Početci ovog gibanja pojavili su se polovicom XIX st., na ovaj pokret značajno je utjecao
William Morris koji je okupio oko sebe slikare, arhitekte i druge primijenjene umjetnike. 
Vrhunac ovog pokreta bile su godine između 1870. i 1920., pokret je osim u Velikoj Britaniji imao značajnog odjeka i u Sjedinjenim Američkim Državama i Kanadi. Utjecajni predstavnici i promicatelji ovog pokreta bili su škotski arhitekt Charles Mackintosh, čija se stolica s visokim naslonom prizvodi još i danas, i pisac i satiričar Elbert Hubbard. 
Pokret se razvio iz želje da se pronađe jedan autentičan umjetnički stil za XIX st. Nastao je kao reakcija na brojne historicističke stilove za viktorijanske ere, ali i kao reakcija na brojne hladne, bezoblične i bezdušne produkte brzo rastuće industrije za vrijeme industrijske revolucije. Istaknuti predstavnici ovog pokreta gledali su na strojeve, kao korijenje svega zla, a nasuprot tome idealizirali su sredovjekovno obrtništvo kao vrhunac humanog pristupa radu i njegovom produktu - umjetnički oblikovanom predmetu svakodnevne uporabe.
Pokret Arts and Crafts, želio je povratak kvalitetnog obrtničkog ručnog rada i njegove sposobnosti da napravi lijepe,  solidne i jednostavne predmete svakodnevne uporabe.
Glavne osobine pokreta Arts and Crafts - bile su jednostavnost i ozbiljnost koju je posvećivao materijalijama. 
Pokret Arts and Crafts snažno je utjecao na poznije umjetničke pokrete poput; francuskog Art Nouveau, bečke Secesije, Wiener Werkstättea, Deutsche Werkbunda i Bauhausa.

## Vanjske poveznice
- The Arts and Crafts Home (na engleskom)
- Društvo Mackintosh (na engleskom)